# A Wolf in Sheep's Clothing
Albums de Black Sheep
Non-Fiction
(1994)
Singles
1. Flavor of the Month
Sortie : 9 septembre 1991
2. The Choice Is Yours
Sortie : 29 octobre 1991
3. Strobelite Honey
Sortie : 28 avril 1992
4. Similak Child
Sortie : 3 novembre 1992

A Wolf in Sheep's Clothing est le premier album studio de Black Sheep, sorti le 22 octobre 1991. Il contient un de leurs plus célèbres titres : This Or That (The Choice is Yours).
L'album s'est classé 15e au Top R&B/Hip-Hop Albums et 30e au Billboard 200.

## Liste des titres
| No  | Titre                           | Contient un (des) sample(s) de | Durée |
| --- | ------------------------------- | --- | ----- |
| 1.  | Intro                           | | 0:49  |
| 2.  | U Mean I'm Not                  | Do You See What I See? des Bar-Kays | 1:25  |
| 3.  | Butt in the Meantime            | Four Play de Fred Wesley and The Horny Horns I Don't Wanna Go de Paul Butterfield Upon this Rock de Joe Farrell | 4:13  |
| 4.  | Have U.N.E. Pull                | Pourquois pas ? de Michel Colombier Sir Nose D'Voidoffunk [Pay Attention – B3M] de Parliament The Soil I Tilled for You des Shades of Brown                                                                             | 3:48  |
| 5.  | Strobelite Honey                | The Glow of Love de Change I Heard It Through the Grapevine de Roger Troutman I Like What You're Doing to Me de Young & Company Jammin' Big Guitar de Vaughan Mason & Crew Take Your Time (Do It Right) de The SOS Band | 3:05  |
| 6.  | Are You Mad?                    | | 0:43  |
| 7.  | The Choice Is Yours             | Big Sur Suite de Johnny « Hammond » Smith Humpin' des Bar-Kays I'll Say it Again de Linda Tillery Impressions de McCoy Tyner                                                                                            | 3:23  |
| 8.  | To Whom It May Concern          | Celestial Blues de Gary Bartz Don't You Know That? de Luther Vandross Love is Now Forever de Fuzzy Haskins North Carolina de Les McCann                                                                                 | 4:04  |
| 9.  | Similak Child                   | I Can Hear You Calling de Three Dog Night Les Fleurs de Ramsey Lewis Louie d'Allen Toussaint Today de Jefferson Airplane You Know, You Know du Mahavishnu Orchestra avec John McLaughlin                                | 4:27  |
| 10. | Try Counting Sheep              | Got to Have It de Jimi Hendrix et Curtis Knight (I Know) I'm Losing You de Rare Earth Solar Level de Johnny Almond | 4:24  |
| 11. | Flavor of the Month             | In a Little Spanish Town d'Herb Alpert I Wonder de Bubble Gum Machine Upon this Rock de Joe Farrell | 4:17  |
| 12. | La Menage (featuring Q-Tip)     | A.B.C. de Mouth & MacNeal God Only Knows de Funk, Inc. | 3:23  |
| 13. | L.A.S.M.                        | | 2:12  |
| 14. | Gimme the Finga                 | I Know I've Been Wrong de Mashmakhan Momma Jive de Charles Kynard Rhapsody in Blue d'Eumir Deodato | 4:25  |
| 15. | Hoes We Knows                   | Hunk of Funk de « Brother » Jack McDuff Melinda de Butler/Peters | 4:20  |
| 16. | Go to Hail                      | | 1:02  |
| 17. | Black with N.V. (No Vision)     | I Wash My Hands of the Whole Damn Deal de New Birth Povo de Freddie Hubbard | 3:56  |
| 18. | Pass the 40 (featuring Chi Ali) | Blue Juice de Jimmy McGriff Carry on Brother d'Eddie Harris Shu Shu Valley d'Ike Quebec | 4:46  |
| 19. | Blunted 10                      | | 1:56  |
| 20. | For Doz That Slept              | Phuck U Symphony de Millie Jackson | 2:39  |
| 22. | The Choice is Yours (Revisited) | Her Favorite Style d'Iron Butterfly Keep on Doin It de New Birth | 4:03  |
| 23. | Yes                             | | 3:20  |